# Provincia di Vigevano
La provincia di Vigevano fu una suddivisione amministrativa di secondo livello del Piemonte della seconda metà del XVIII secolo. A dispetto del nome, non rappresentava una provincia nel senso moderno del termine, ma corrispondeva ad un circondario.

## Storia
Il trattato di Worms del 13 settembre 1743 stabilì la gestione provvisoria del Vigevanasco da parte del Piemonte come pegno per l'alleanza con l'Austria contro la Francia nella guerra di successione austriaca. Dopo le sottomissioni di Novara e Mortara ai Savoia nei decenni precedenti, tale territorio era rimasto una piccola escrescenza del Milanese, di cui una parte costituiva addirittura un'exclave. Al termine del conflitto, il trattato di Aquisgrana del 18 ottobre 1748 ne riconobbe la cessione definitiva.
Un regio editto del 6 marzo 1750 regolarizzò il nuovo ordinamento amministrativo nominando il primo Intendente, massima autorità della provincia.
Con l'invasione napoleonica, nel 1800 la minuscola provincia fu soppressa, per essere poi restaurata dagli austriaci nel 1814. Apparve tuttavia subito evidente anche ai più conservatori l'anacronismo dell'assetto della Lomellina, suddivisa in due aree solo per un puro retaggio storico. 
Tre anni dopo dunque, il 10 novembre 1818, il re Vittorio Emanuele I emanò un editto che raggruppò tutta la Lomellina sotto un'unica amministrazione e prefettura con sede a Mortara a dispetto di Vigevano.